# Giuseppe Appiani (chimico)
Giuseppe Appiani (Inzago, 27 luglio 1863 – Inzago, 7 dicembre 1942) è stato un chimico e ingegnere italiano.

## Biografia
Nacque ad Inzago, paese ad est di Milano lungo il Naviglio della Martesana, da famiglia di origini milanesi che da due generazioni avevano in paese una bottega laboratorio di selleria.
Rimasto orfano di madre, viene inviato a Milano a terminare le scuole elementari, ed a proseguire gli studi prima presso il "Regio Istituto Tecnico a S. Marta", poi presso il "Regio Istituto Tecnico Superiore" (oggi Politecnico di Milano) dove si laurea in Ingegneria Industriale nel 1889.
Malgrado avesse seguito al Politecnico i corsi della appena fondata "Istituzione Elettrotecnica Carlo Erba" e si fosse specializzato nell'allora nuovissima disciplina dell'elettrotecnica, i suoi interessi si indirizzarono, dopo la laurea, alla chimica, favorito in questo dalla conoscenza della lingua tedesca, che gli consentì di tenere contatti diretti con il mondo chimico d'oltralpe, a quei tempi particolarmente all'avanguardia. Giovane assistente di Chimica Agraria alla Regia Scuola di Agricoltura, presenta nel 1893 un metodo ed un apparecchio per l'analisi dei terreni, conosciuto come Levigatore di Appiani, che viene preferito ai levigatori di Schloesing e di Schoene allora usati nei laboratori agrari.
Dal 1896, sotto la guida di Angelo Menozzi, organizza il Laboratorio di Chimica Agraria - Stazione Agraria Sperimentale nell'ambito della Scuola sopraddetta, attrezzato per analisi di acque, foraggi, analisi annonarie ed anche per l'analisi della materia utile nei concimi artificiali. Erano i tempi della diffusione crescente di tali concimi che sempre più affiancavano, soprattutto nelle regioni più evolute, il letame di origine animale utilizzato da millenni in agricoltura. Il laboratorio rese un benemerito servizio all'agricoltura ed all'industria italiana che in precedenza dovevano servirsi dei laboratori di Parigi o di Zurigo.
Quando nel 1895 nacque la Società Chimica di Milano, poi divenuta Società Chimica Italiana, Appiani ne divenne Segretario, incarico che mantenne fin quasi agli ultimi suoi giorni.
Nel 1896, presso l'editore ed amico Ulrico Hoepli pubblicò un'edizione interamente rifatta del manuale "Colori e Vernici" di G. Gorini, le cui successive edizioni uscirono a suo nome. Svolse ricerche, sia in collaborazione sia di propria iniziativa, quali quelle sui derivati dell'acido glutammico, sui perfosfati, sul valore commerciale dei foraggi, sulla determinazione dello zucchero nel latte, dello zolfo nelle piriti, delle materie tartariche. I risultati comparvero nei rendiconti dell'Istituto Lombardo di Scienze e Lettere, dell'Accademia dei Lincei e nella Gazzetta Chimica Italiana. Le ricerche sui perfosfati lo portarono ad un metodo di determinazione dell'acido fosforico poi adottato ufficialmente.
Per le sue ricerche personali attrezzò un laboratorio chimico nella propria casa di Inzago, dove pure sviluppava e stampava le proprie fotografie. Fu infatti un appassionato fotografo dilettante: la sua attività amatoriale attenta ai diversi aspetti della vita ha lasciato numerose tracce documentali dei decenni fine '800 – primi '900, soprattutto relative all vita quotidiana della sua Inzago. Oltre agli usuali scatti in bianco e nero, con lastre di formato 13x18 cm e stampa eliografica diretta, si cimentò in scatti a colori, con lastre Autochrome Lumière.
In collaborazione con il viticoltore Luigi Pirovano ed il figlio Alberto di Vaprio (cui si deve, fra l'altro, la nota uva da tavola Italia) studiò gli effetti del campo elettrico sulla crescita delle barbatelle di vite.
Da autodidatta, apprese la stenografia (secondo il metodo Gabelsberger-Noe): se ne serviva correntemente per stendere i propri appunti.
Socio della "Internacìa Ligo", tradusse in Esperanto alcuni canti dell'Inferno di Dante Alighieri.
Nel 1918 venne nominato Cavaliere dell'Ordine della Corona d'Italia.
Così scriveva Angelo Menozzi nel necrologio sulla rivista La Chimica & l'Industria: "Parecchi industriali si rivolsero all'Appiani offrendogli posizioni lusinghiere nell'industria. Egli rifiutò sempre, preferendo occupare una posizione modesta, nella quale ben meritatamente godeva di autorità e di libertà di iniziativa, dove otteneva risultati di beneficio noto e più conformi alla sua indole ed ai suoi gusti".